# Mattityahu Strashun

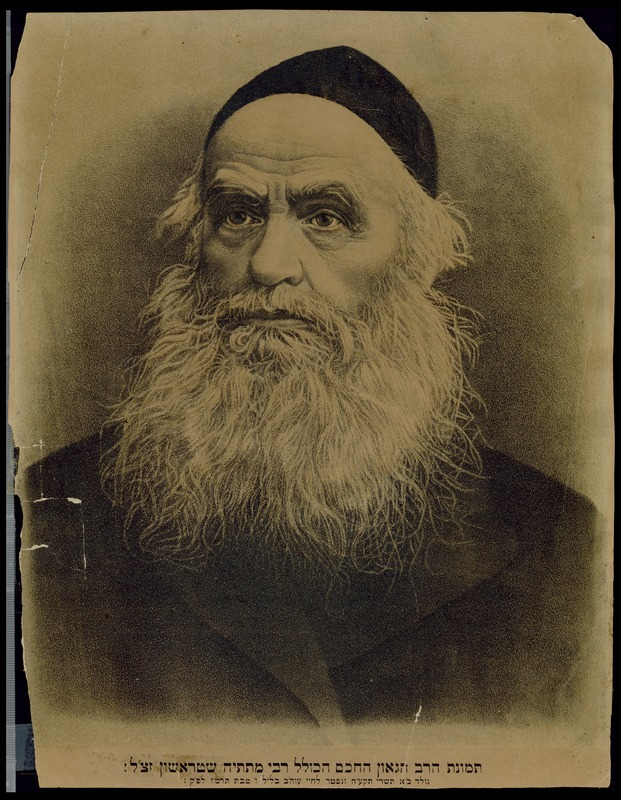
Mattityahu Strashun, etwa 1885

Mattityahu Strashun (auch Matias Strassen, hebräisch מתתיהו שטראשון; geboren 1. Oktober 1817 in Vilnius; gestorben 13. Dezember 1885 ebenda) war ein russischer Talmudist, Maskil und Begründer der Strashun-Bibliothek in Vilnius.

## Leben

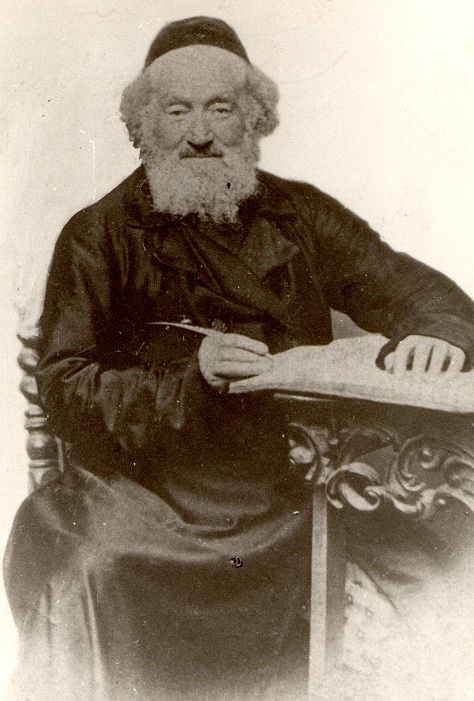
Der Vater: Samuel Strashun

Mattityahu Strashun wurde als ein Sohn von Samuel Strashun (1794–1872), eines ebenfalls sehr bekannten Talmud-Wissenschaftlers, in Vilnius geboren. Im Alter von 13 Jahren heiratete er die älteste Tochter einer wohlhabenden Familie, durch die er zum Seidenhandel kam. Seine Frau führte das Geschäft, so dass er sich vollumfänglich seinen Studien widmen konnte, eine übliche Rollenverteilung in frühneuzeitlichen jüdischen Familien.
Strashun studierte bei Rabbi Menashe von Ilja, einem Schüler des Wilnaer Gaon, und Rabbiner Yitzhak von Woloschin (Sohn von Rabbiner Chaim von Woloschin). Strashun sprach fließend Hebräisch und verfügte über Grundkenntnisse in Russisch, Polnisch, Deutsch, Französisch und Latein. Er studierte auch Mathematik, Philosophie, Geschichte und Astronomie.
Während einer Reise durch Europa, auf der er seine Buchsammlung ausweitete, wurde er von der Berliner jüdischen Gemeinde eingeladen, als deren Rabbiner zu fungieren, was er ablehnte.
Strashun publizierte über 300 Artikel in einschlägigen hebräischsprachigen Zeitschriften wie Ha-Maggid, Keren Hemed, HaLevanon und Pirkhe Tsafon. Er schrieb meist unter Pseudonymen wie Ani veHu (deutsch: Ich und Er) oder veHu veHu. (deutsch: und Er und Er) Seine wichtigsten Midraschartikel wurden in seinem Sefer Mattat Yah (1892) herausgegeben. August Wünsche veröffentlichte zahlreiche seiner Annotationen in seiner deutschsprachigen Übersetzung des Midrash Rabbah.
Strashun war auch in Gemeindeangelegenheiten engagiert. Er war für die Gesellschaften für Torah-Studium, Begräbnis (חברה קדישה) und Almosen (צדקה) als Gabbai tätig. Ebenso war er Mitglied im Stadtrat von Vilnius und im Vorstand der Filiale in Vilnius der Russischen Reichsbank, wofür er von der Regierung ausgezeichnet wurde. Er war Ehrenmitglied der Gesellschaft zur Förderung der Kultur unter den russischen Juden (OPE).

## Strashun-Bibliothek
Strashun sammelte im Laufe seines Lebens etwa 5700 zum größten Teil seltene Drucke und Manuskripte des 15. bis 19. Jahrhunderts in hebräischer und jiddischer Sprache.
1892 wurde nach Strashuns Tod die private Sammlung Strashuns der Gemeinde von Vilnius vererbt und zunächst in Strashuns Haus gezeigt. 1901 bekam die Bibliothek ihr eigenes Gebäude. Die Strashun-Bibliothek konnte bis 1931 auf 33.000 Titel erweitert werden. 1941 wurde die Bibliothek von den Deutschen geplündert und teilweise zerstört. Ihre Reste, 40.000 Bücher, konnten 1945 durch die US-Armee aus Deutschland gerettet und an Bibliotheken wie die der YIVO übergeben werden.
Seit Juni 2017 gilt die Strashun-Sammlung der litauischen Martynas-Mažvydas-Nationalbibliothek als Weltdokumentenerbe im Rahmen des UNESCO World Memory Programm. Die YIVO arbeitet gemeinsam mit der Martynas-Mažvydas-Nationalbibliothek und der Wroblewski-Bibliothek der litauischen Akademie der Wissenschaften an einem Digitalisierungs-Projekt, das die verstreute Bibliothek Strashuns digital wieder zusammenführen will.